# 瓦山槐
瓦山槐（学名：Sophora wilsonii）为豆科槐属下的一个种。

## 扩展阅读
- 維基物種上的相關：瓦山槐